# Phaedyma mesogaia
Phaedyma mesogaia är en fjärilsart som beskrevs av Hans Fruhstorfer 1913. Phaedyma mesogaia ingår i släktet Phaedyma och familjen praktfjärilar. Inga underarter finns listade i Catalogue of Life.